# Quai des Régates
Le quai des Régates est une voie de Metz en Moselle.

## Situation et accès
Le quai se situe le long de la Moselle dans Metz-Centre, au sein du quartier Ancienne Ville.

## Historique
Le quai abrite un port de plaisance, il longe le plan d'eau de Metz.

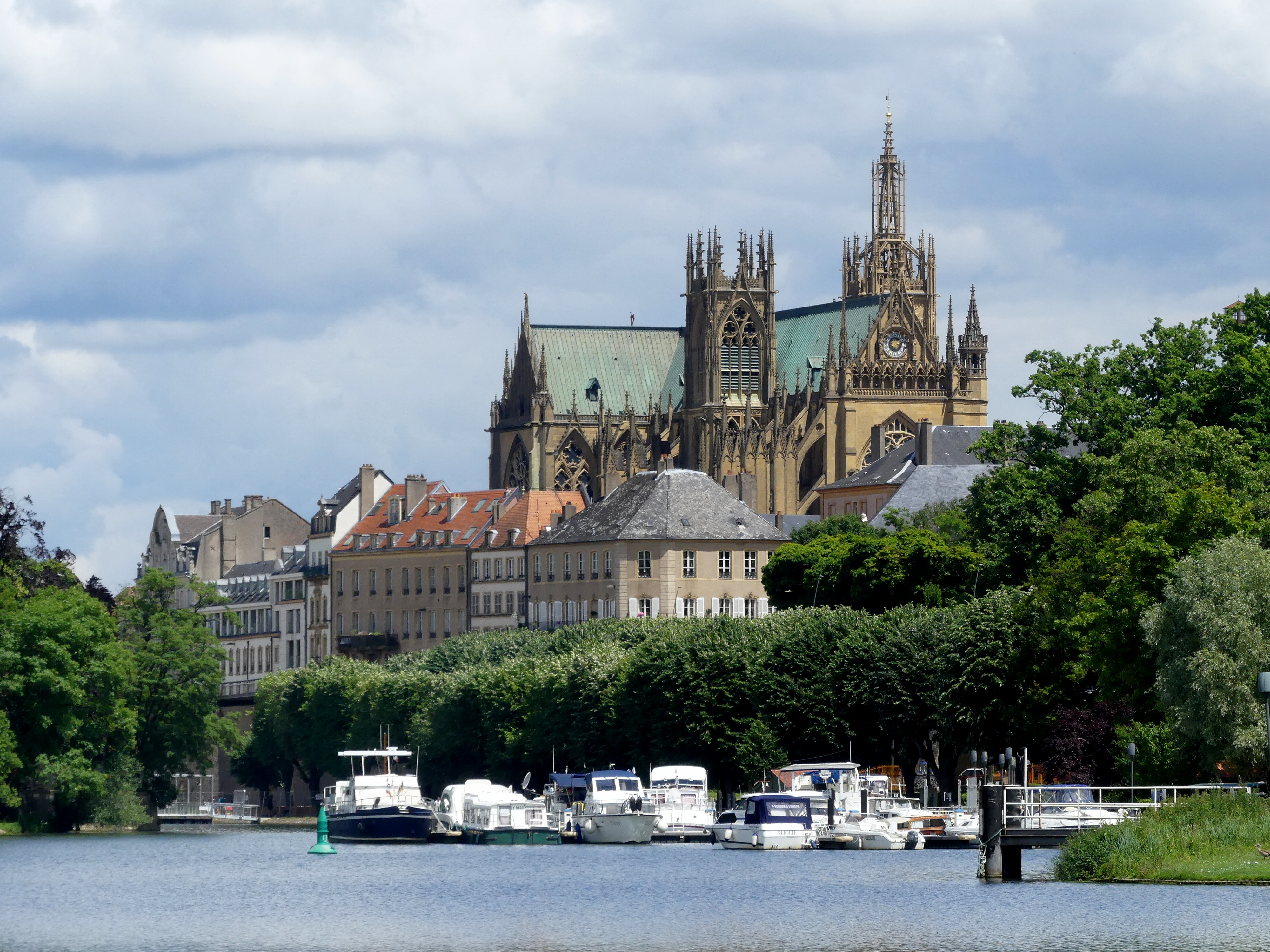
Port de plaisance avec la cathédrale au second plan.
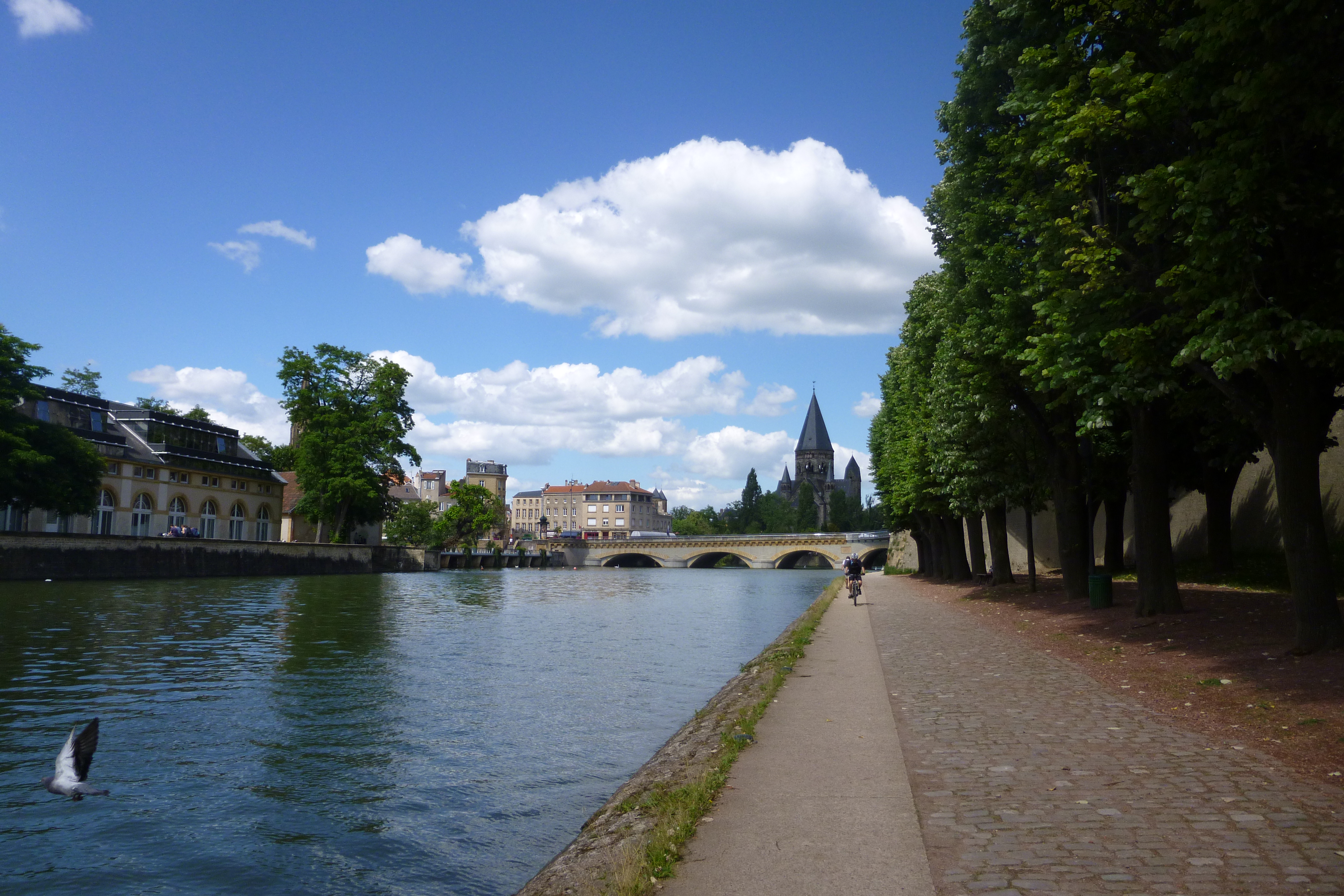
Quai.